# Communauté de communes du Haut-Chemin
La communauté de communes du Haut-Chemin (CCHC) est une ancienne communauté de communes du département de la Moselle en région Grand Est.

## Histoire
La création de la communauté de communes du Haut-Chemin a été bâtie sur la réussite de la mutualisation de l’enlèvement et du traitement des ordures ménagères. Le nom vient du fait que le territoire du Haut Chemin était une ancienne division administrative du Pays messin dont les frontières correspondaient sensiblement au canton de Vigy.
La communauté de communes du Haut-Chemin est créée par arrêté préfectoral du 19 novembre 2002.
Elle fusionne au 1er janvier 2017 avec la communauté de communes du Pays de Pange pour former la communauté de communes du Haut Chemin-Pays de Pange.

## Géographie

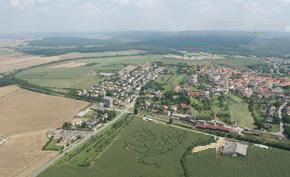
Labyrinthe végétal de Vigy.

Son altitude varie, elle a à Saint-Hubert une altitude moyenne de 232 m.
La rivière Canner naît sur le territoire de Vry. Elle se jette dans la Moselle à 6 kilomètres au nord-est de Thionville.

## Composition
Elle regroupe 12 communes du canton de Vigy :
| Nom                       | Code Insee | Gentilé              | Superficie (km2) | Population (dernière pop. légale) | Densité (hab./km2) |
| ------------------------- | ---------- | -------------------- | ---------------- | --------------------------------- | ------------------ |
| Vigy (siège)              | 57716      | Torlas               | 17,07            | 1 633 (2014)                      | 96                 |
| Burtoncourt               | 57121      | Burtoncourtois       | 5,11             | 204 (2014)                        | 40                 |
| Charleville-sous-Bois     | 57128      | Carolo-sous-Boisiens | 12,82            | 268 (2014)                        | 21                 |
| Les Étangs                | 57200      |                      | 6,05             | 403 (2014)                        | 67                 |
| Failly                    | 57204      | Queulots             | 6,74             | 523 (2014)                        | 78                 |
| Glatigny                  | 57249      |                      | 6,23             | 250 (2014)                        | 40                 |
| Hayes                     | 57307      |                      | 11,99            | 224 (2014)                        | 19                 |
| Sainte-Barbe              | 57607      |                      | 13,84            | 726 (2014)                        | 52                 |
| Saint-Hubert              | 57612      | Saint-Hubergeois     | 16,04            | 216 (2014)                        | 13                 |
| Sanry-lès-Vigy            | 57626      |                      | 5,55             | 512 (2014)                        | 92                 |
| Servigny-lès-Sainte-Barbe | 57649      | Servigniens          | 3,09             | 446 (2014)                        | 144                |
| Vry                       | 57736      |                      | 15,08            | 561 (2014)                        | 37                 |

## Projets
- 2002 : Location de matériel et mobilier pour l’organisation de manifestations de plein air, culturelles, sportives et de loisirs.
- 2003 : Création d’un site Internet pour permettre de fédérer les différentes activités des associations et favoriser le développement des artisans et commerçants.
- 2009 : Création d'un dépliant touristique « Chemin de randonnée et tourisme »[3]
- 2010 : Prise en charge l’entretien de différents réseaux et mutualisation des outils (Système d'information géographique, etc.).

## Administration
Le Conseil communautaire est composé de 25 délégués, dont 3 vice-présidents.
| Période                                  | Période  | Identité      | Étiquette | Qualité                            |
| ---------------------------------------- | -------- | ------------- | --------- | ---------------------------------- |
| Les données manquantes sont à compléter. |          |               |           |                                    |
|                                          | En cours | André Houpert |           | Maire de Burtoncourt (depuis 2014) |

## Lieux et monuments

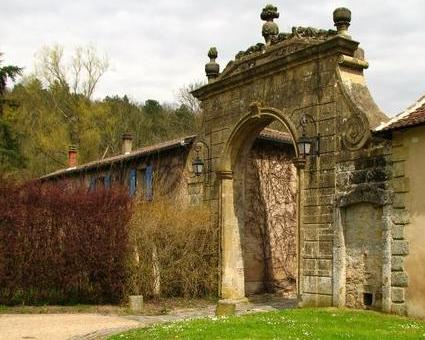
L'abbaye cistercienne de Villers-Bettnach.

Rabas.

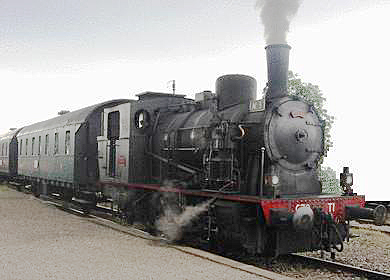
Chemin de fer touristique de la Vallée de la Canner

- Chemin de fer touristique de la Vallée de la Canner
- Vélo-rail, labyrinthe végétal de Vigy
- Abbaye de Villers-Bettnach classé monument historique en 1905
- Notre-Dame-de-Rabas
- Château du XVIIIe siècle
- Ferme-château, donjon du XVIIe siècle, pigeonnier à  Glatigny.
- Ferme de Béville, ferme de la Bruyère à  Glatigny.
- Ruines de l'ancienne forteresse
- Église néo-romane Saint-Rémi à Vry de 1910 : Vierge à l'Enfant XIVe siècle, retable XVe siècle

### Hébergement
- Chambres d'hôtes
- Centre International de séjour ADEPPA

### Les voies
- Chemin de Saint-Jacques[6],[7]
- Voie romaine
- Voie verte,
- Chemin de randonnée